# دريغس (أيداهو)
دريغس (بالإنجليزية: Driggs)‏ هي مدينة أمريكية تقع في ولاية أيداهو. ويبلغ عدد سكانها 1660 نسمة حسب إحصاء سنة 2010 م 1660.

## التركيبة السكانية
قام مكتب تعداد الولايات المتحدة بتحديد بيانات التركيبة السكانية لدريغس في تعداد الولايات المتحدة. في ما يلي، التركيبة السكانية حسب تعدادي 2000 و2010.

### تعداد عام 2000
بلغ عدد سكان دريغس 1,100 نسمة بحسب تعداد عام 2000، وبلغ عدد الأسر 386 أسرة وعدد العائلات 252 عائلة مقيمة في المدينة. في حين سجلت الكثافة السكانية 1,054.5 نسمة لكل ميل مربع (407.1/كم2). وبلغ عدد الوحدات السكنية 449 وحدة بمتوسط كثافة قدره 430.4 نسمة لكل ميل مربع (166.2/كم2).
وتوزع التركيب العرقي للمدينة بنسبة 83.73% من البيض و0.73% من الأمريكيين الأصليين و0.73% من سكان جزر المحيط الهادئ و0.09% من الأمريكيين الأفارقة و1.09% من عرقين مختلطين أو أكثر.
بلغ عدد الأسر 386 أسرة كانت نسبة 38.1% منها لديها أطفال تحت سن الثامنة عشر تعيش معهم، وبلغت نسبة الأزواج القاطنين مع بعضهم البعض 51.6% من أصل المجموع الكلي للأسر، ونسبة 7.5% من الأسر كان لديها معيلات من الإناث دون وجود شريك، وكانت نسبة 34.5% من غير العائلات. تألفت نسبة 23.3% من أصل جميع الأسر من أفراد ونسبة 7.8% كانوا يعيش معهم شخص وحيد يبلغ من العمر 65 عاماً فما فوق. وبلغ متوسط حجم الأسرة المعيشية 3.44، أما متوسط حجم العائلات فبلغ 2.83.
بلغ العمر الوسطي للسكان 30 عاماً. وكانت نسبة 30.5% من القاطنين تحت سن الثامنة عشر، وكانت نسبة 10.8% بين الثامنة عشر والأربعة وعشرون عاماً، ونسبة 34.6% كانت واقعةً في الفئة العمرية ما بين الخامسة والعشرين حتى الرابعة والأربعين عاماً، ونسبة 15.9% كانت ما بين الخامسة والأربعين حتى الرابعة والستين، ونسبة 8.2% كانت ضمن فئة الخامسة والستين عاماً فما فوق. يوجد لكل 100 أنثى 112.4 ذكر، ويوجد لكل 100 أنثى في الثامنة عشر من عمرها فما فوق 114.3 ذكر.
بلغ متوسط دخل الأسرة في المدينة 33,750 دولار، أما متوسط دخل العائلة فبلغ 40,469 دولار. وكان متوسط دخل الذكور 30,703 دولار مقابل 19,722 دولار للإناث. وسجل دخل الفرد الخاص بالمدينة 14,710 دولار. وكانت نسبة 7.0% من العائلات ونسبة 11.2% من السكان تحت خط الفقر، وكان من هؤلاء نسبة 6.8% تحت سن الثامنة عشر ونسبة 11.6% في الخامسة والستين من العمر وما فوق.

## معرض صور

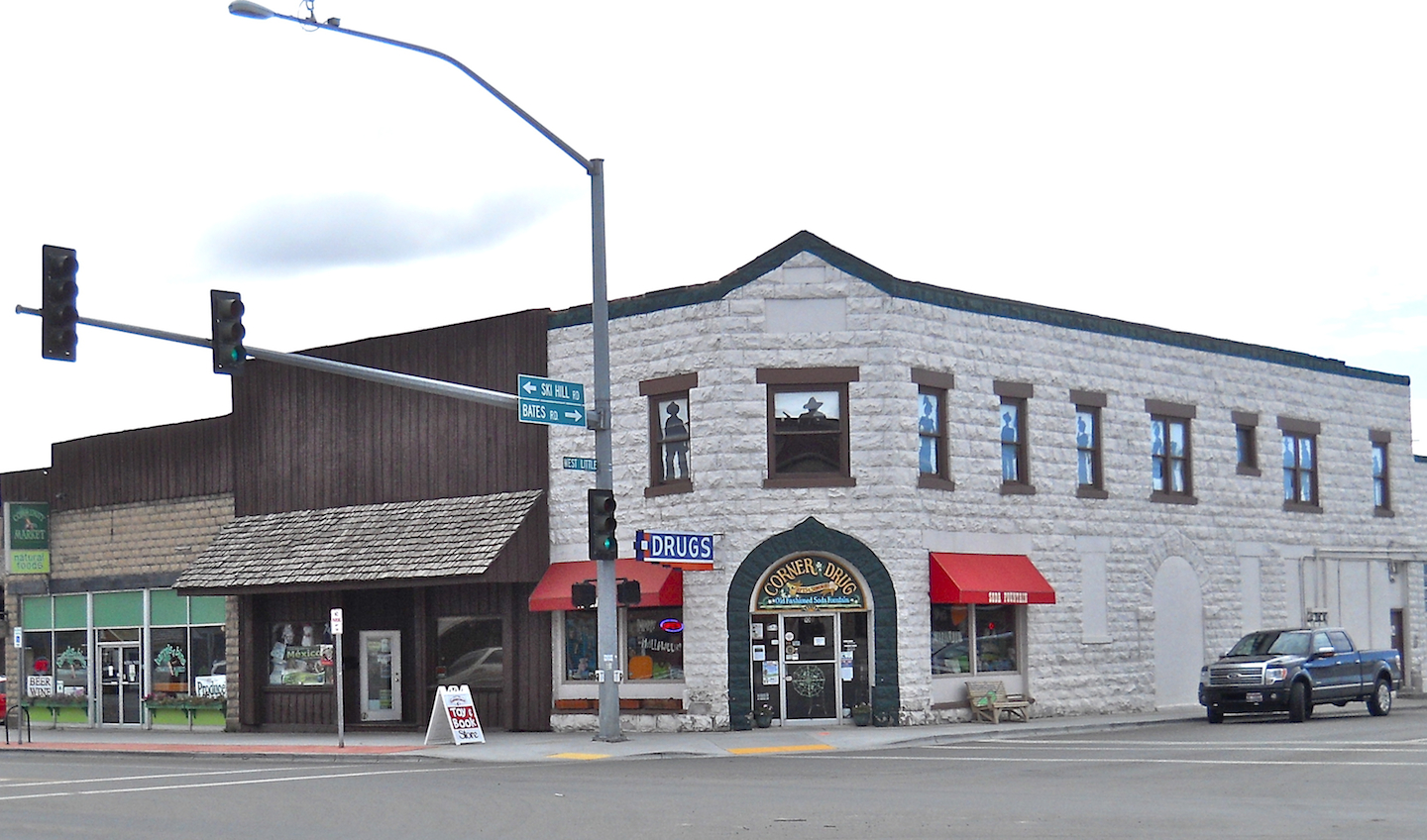
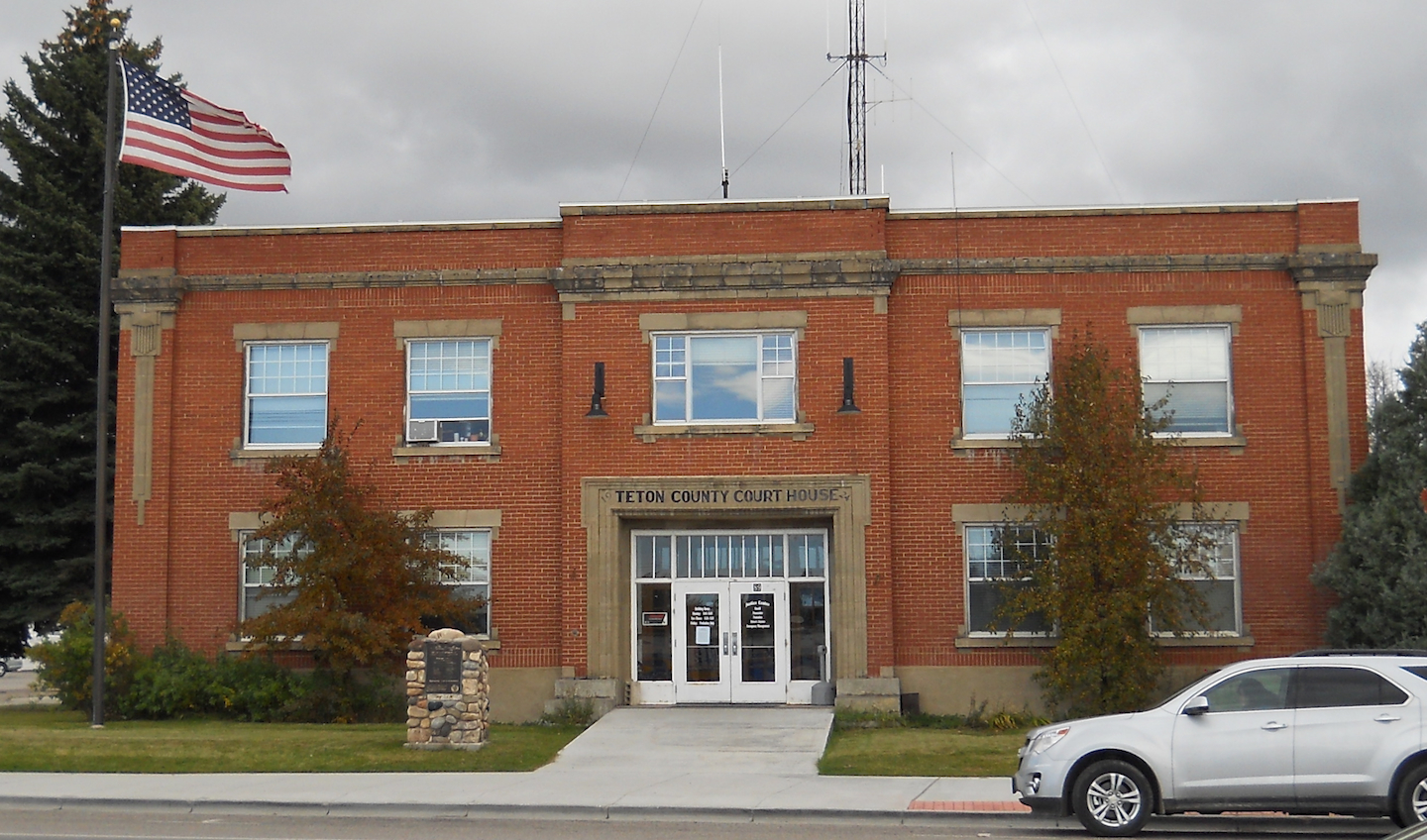
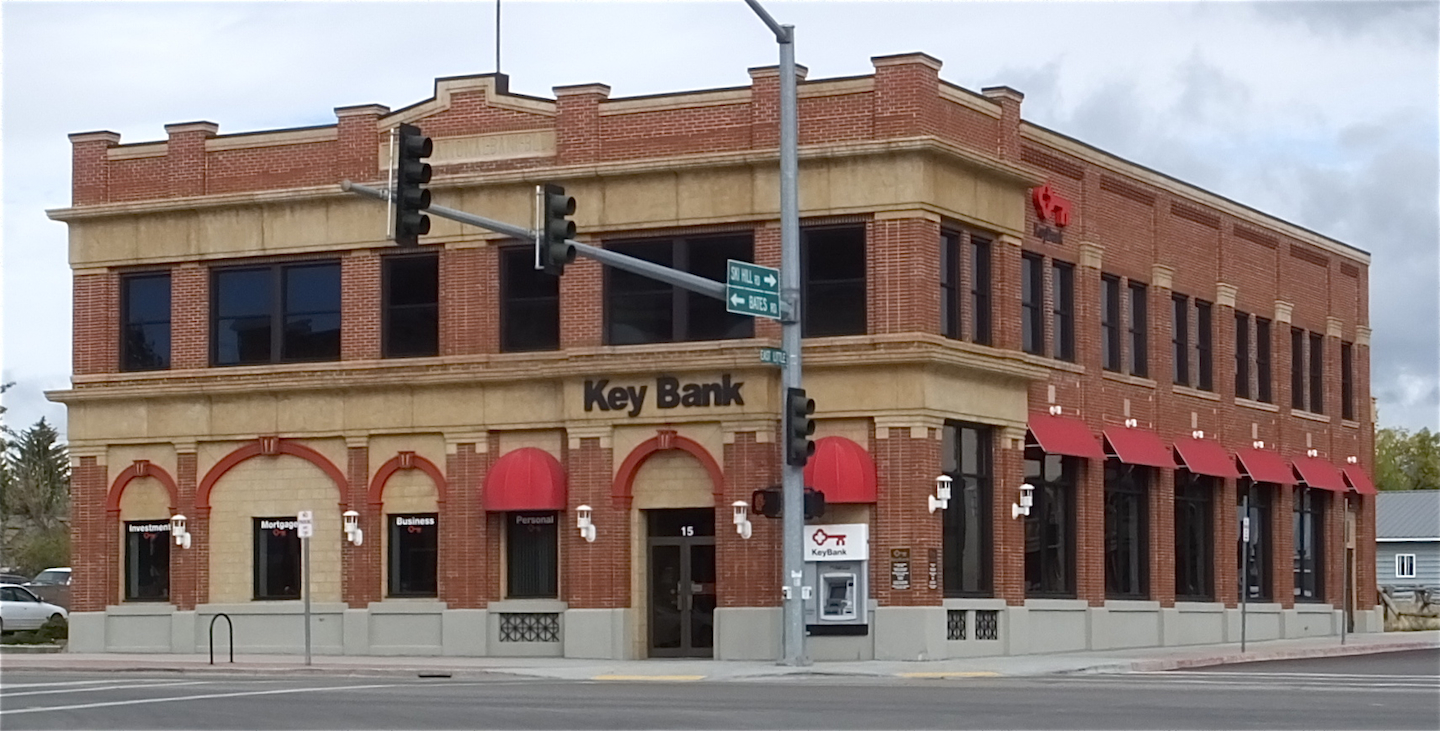

### تعداد عام 2010
بلغ عدد سكان دريغس 1,660 نسمة بحسب تعداد عام 2010، وبلغ عدد الأسر 587 أسرة وعدد العائلات 385 عائلة مقيمة في المدينة. في حين سجلت الكثافة السكانية 601.4 نسمة لكل ميل مربع (232.2/كم2). وبلغ عدد الوحدات السكنية 873 وحدة بمتوسط كثافة قدره 316.3 لكل ميل مربع (122.1/كم2).
وتوزع التركيب العرقي للمدينة بنسبة 73.0% من البيض و0.2% من الأمريكيين الأصليين و0.5% من الأمريكيين ذوي الأصول الآسيوية و0.4% من سكان جزر المحيط الهادئ و0.5% من الأمريكيين الأفارقة و2.0% من عرقين مختلطين أو أكثر.
بلغ عدد الأسر 587 أسرة كانت نسبة 40.7% منها لديها أطفال تحت سن الثامنة عشر تعيش معهم، وبلغت نسبة الأزواج القاطنين مع بعضهم البعض 50.6% من أصل المجموع الكلي للأسر، ونسبة 9.5% من الأسر كان لديها معيلات من الإناث دون وجود شريك، بينما كانت نسبة 5.5% من الأسر لديها معيلون من الذكور دون وجود شريكة وكانت نسبة 34.4% من غير العائلات. وبلغ متوسط حجم الأسرة المعيشية 3.40، أما متوسط حجم العائلات فبلغ 2.82.
بلغ العمر الوسطي للسكان 30.6 عاماً. وكانت نسبة 29.2% من القاطنين تحت سن الثامنة عشر، وكانت نسبة 9.1% بين الثامنة عشر والأربعة وعشرون عاماً، ونسبة 33.9% كانت واقعةً في الفئة العمرية ما بين الخامسة والعشرين حتى الرابعة والأربعين عاماً، ونسبة 20.5% كانت ما بين الخامسة والأربعين حتى الرابعة والستين، ونسبة 7% كانت ضمن فئة الخامسة والستين عاماً فما فوق. وتوزع التركيب الجنسي للسكان بنسبة 51.4% ذكور و48.6% إناث.